# Allie Reynolds
Pour les articles homonymes, voir Reynolds.
Allie Pierce Reynolds, né le 10 février 1917 et mort le 26 décembre 1994, est un joueur de baseball américain ayant évolué au poste de lanceur en ligue majeure de 1942 à 1954. Il a joué pour les Indians de Cleveland de 1942 à 1946 puis pour les Yankees de New York de 1947 à 1954. D'origine amérindienne du peuple Creeks, il était surnommé le « Superchief ».
En treize ans de carrière dans les ligues majeures, Reynolds a une moyenne de points mérités de 3,30 et est crédité de 1423 retraits sur des prises. Il a été sélectionné six fois pour le match des étoiles de la Ligue majeure (en 1945, 1949, 1950, 1952, 1953 et 1954) et a remporté six Séries mondiales avec les Yankees (1947, 1949, 1950, 1951, 1952 et 1953). Il a été récompensé en 1951 de la Hickok Belt qui est décernée aux États-Unis au meilleur sportif de l'année.